# 徐鹰
徐鹰，美国佐治亚大学生物化学与分子生物学系教授，生物信息学研究所所长，国际电子电器工程学会计算系统生物信息学会议的执行委员会联合主席。美国杰出青年科学家、美国橡树岭国家实验室高级研究员，曾主持开发了GRAIL II、GRAIL EXP、 PROSPECT、 CUBIC、 PMAP、 EXCAVATOR等生物信息学方面的研发工具。

## 生平
出生于吉林长春，父母都是吉林大学教授。1969年至1972年在扶余市生活，1982年获得吉林大学学士学位，1985年获得吉林大学硕士学位，1986年留学美国，1991年获得科罗拉多大学博尔德分校博士学位。1991年至1993年在科罗拉多矿业学院担任访问助教，1993年至2003年任职于橡树岭国家实验室，2003年担任佐治亚大学教授。同时担任吉林大学计算机科学与技术学院长江学者讲座教授。